# Boer (handel)
Het woord boer wordt als achtervoegsel gebruikt om bepaalde handelaren aan te duiden. 
Vanouds waren het inderdaad boeren - ze verkochten hun eigen producten. Zo ontstonden de groenteboer, de melkboer, de eierboer, de kaasboer. De schillenboer was iemand die plantaardig afval ophaalde om als veevoer te gebruiken, dus ook een boer. 
Vaak waren deze handelaren ambulant en kwamen rond met een handkar, hondenkar, transportfiets, bakfiets, paard en wagen of na 1945 een bestelauto.
Dergelijke bezorging aan huis komt in Nederland en België thans niet veel meer voor, maar de 'boeren' met een eigen winkel of marktkraam bestaan nog wel.
De rijdende winkels, zoals de SRV-wagen, zijn de laatst overgebleven bedrijven die hun koopwaar aan huis bezorgen.
Deze winkels verkopen alle soorten artikelen en zijn dus rijdende supermarkten.
Naar analogie worden ook andere leveranciers 'boer' genoemd, hoewel ze het niet zijn. Het zijn onder andere:
kolenboer, olieboer of petroleumboer (bracht petroleum), oud-ijzerboer (haalde schroot op) en visboer.
Modernere varianten in de spreektaal zijn sleutelboer, kopieerboer, fietsenboer, computerboer enz.
Middenstanders als slager, bakker en kruidenier zijn niet bekend onder het achtervoegsel -boer. 
Soms werd het gebruik van dit achtervoegsel als denigrerend ervaren en dan verzon men weer "nettere" woorden als groenteman en melkman.  
Aan de andere kant noemen sommige handelaren zichzelf boer, we zien dat bijvoorbeeld bij kaasboer, om een nostalgische en ambachtelijke ervaringssfeer te creëren.